# Sawwa Czewakinski
Sawwa Iwanowicz Czewakinski (ur. 1709 lub 1713, zm. między 1774 a 1780) – rosyjski architekt.

## Życiorys
Pochodził z rodziny szlacheckiej z Moskwy. Prawdopodobnie spędził dzieciństwo w Wioszkach, wsi stanowiącej własność rodziny. Uczył się w szkole nauk nawigacyjnych w Moskwie, zaś w 1729 wstąpił do Akademii Morskiej w Petersburgu, którą jednak porzucił po dwóch latach i objął posadę pisarza w Pułku Izmajłowskim. W 1732 zaczął uczyć się architektury pod kierunkiem Iwana Korobowa, architekta rosyjskiej Admiralicji. Jako pomocnik architekta brał też udział w przebudowie gmach Admiralicji w Petersburgu. Od 1739 oficjalnie pracował w Admiralicji jako pomocnik architekta, zdał też egzamin w Komisji ds. Budowy Petersburga, co dało mu prawo do wykonywania samodzielnych projektów. W 1740 po wyjeździe Iwana Korobowa do Moskwy Sawwa Czewakinski zajął jego miejsce na stanowisku architekta Admiralicji. W 1745 otrzymał oficjalny tytuł architekta oraz wojskowy stopień majora.
Jako główny architekt Admiralicji Sawwa Czewakinski opracował ogólny plan zabudowy Kronsztadu oraz zaprojektował siedziby kolegiów (odpowiedników ministerstw), które miały rozpocząć prace w Petersburgu i w Kronsztadzie. Zajmował się również kształceniem budowniczych. W latach 1744–1754 kierował pracami nad zaprojektowaniem i wzniesieniem Przystani Galerowej na Wyspie Wasylewskiej w Petersburgu.
Na polecenie carycy Elżbiety Sawwa Czewakinski podjął się prac nad rozbudową kompleksu pałacowego w Carskim Siole. Pod jego kierunkiem wznoszonym był pałac Katarzyny (Jekatierinski), według starszych projektów Korobowa, które Czewakinski twórczo rozwijał. Sam natomiast zaprojektował pałacową cerkiew. Po 1748 Czewakinski opracował również projekty domu zarządcy pałaców w Carskim Siole, domów gościnnych, stajni, budynków dla służby oraz oranżerii.

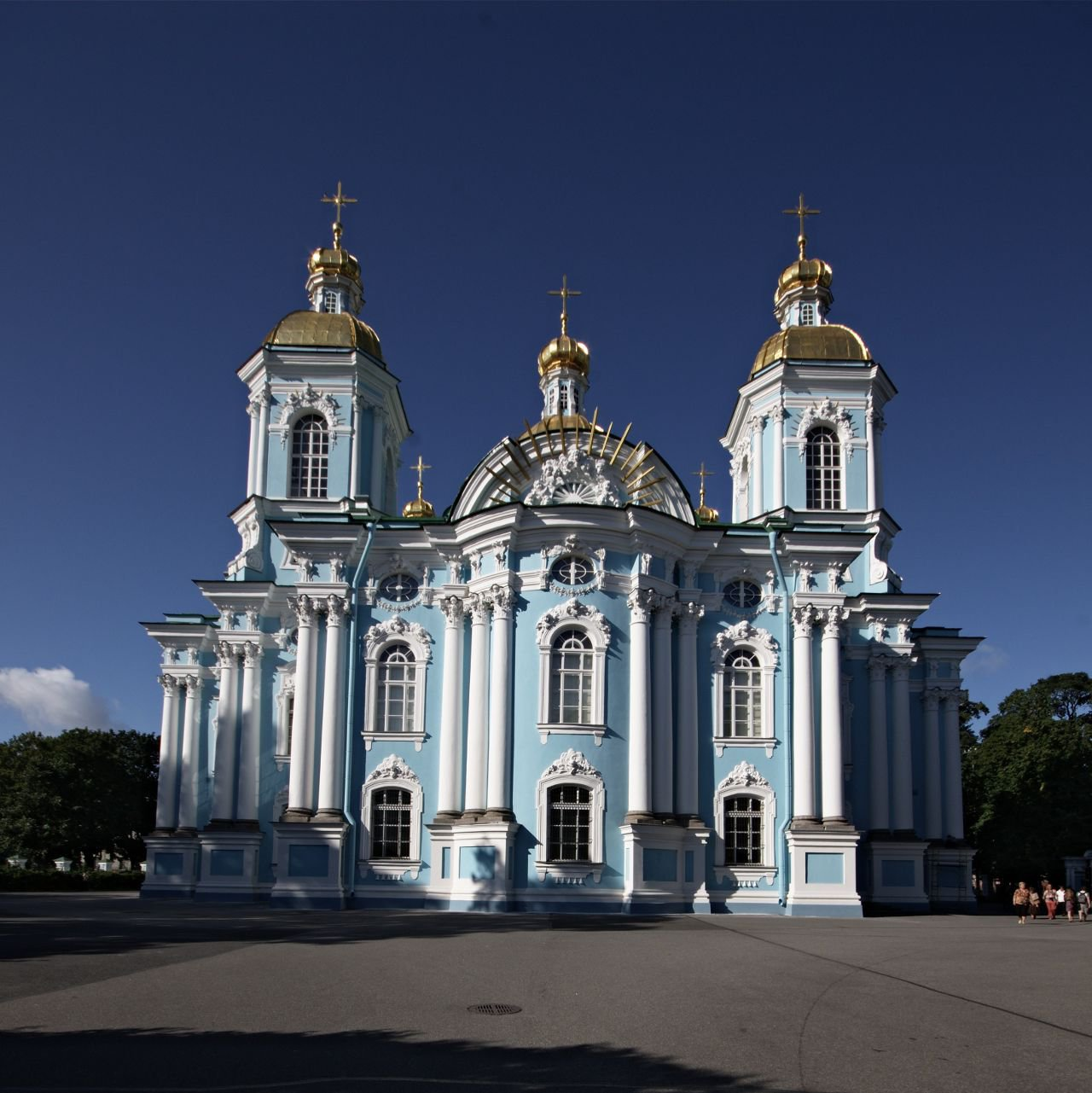
Sobór św. Mikołaja i Objawienia Pańskiego w Petersburgu, widok od strony prezbiterium

W latach 1753–1762 Czewakinski wykonał swoją najsłynniejszą pracę – projekt soboru św. Mikołaja i Objawienia Pańskiego, głównej świątyni rosyjskiej marynarki wojennej. Czewakinski wzorował się w swojej pracy na wyglądzie soboru Zaśnięcia Matki Bożej w Astrachaniu, jednak znacznie przetworzył pierwowzór, inspirując się dorobkiem starszej, staroruskiej architektury. Sam też zaprojektował dla cerkwi ikonostasy. Pracując nad soborem, Czewakinski realizował również zamówienia prywatne – wzniósł wspólnie z F. Argunowem pałac Szeremietjewów nad Fontanką (1750–1755) oraz pałac Iwana Szuwałowa na rogu ulic Włoskiej i Małej Sadowej (1753–1755). Natomiast w latach 1754–1758 opracował projekt odbudowy gmachu Kunstkamery po tym, gdy zniszczył ją pożar, zaś w latach 1757–1758 pracował nad przebudową domu mieszkalnego dla członków Akademii Nauk na południowym nabrzeżu Wyspy Wasylewskiej.
W latach 1755–1757 prowadził klasę architektury w Akademii Nauk.
W 1760 zaprojektował Szpital Morski w Kronsztadzie, natomiast w 1765 rozpoczął prace nad projektem magazynów na wyspie Nowa Holandia, których nie ukończył. Po wstąpieniu Katarzyny II na tron prace nad tymi obiektami przekazano francuskiemu architektowi Jeanowi-Baptiste’owi Vallinowi de la Mothe. W 1767 Czewakinski odszedł ze służby w stopniu pułkownika i ober-intendenta floty, najwyższym, jaki mogła otrzymać osoba nieuczestnicząca w działaniach wojennych. Opuścił Petersburg i osiadł w rodzinnym majątku w guberni twerskiej. Z powodu kłopotów finansowych w 1774 musiał sprzedać jego część. Zaprojektował jeszcze cerkiew w rodzinnych Wioszkach, a także parafialne świątynie Smoleńskiej Ikony Matki Bożej w Wydropużsku i św. Michała Archanioła w Chotiłowie.
Data śmierci architekta nie jest znana. Sawwa Czewakinski żył z pewnością w roku 1774, zmarł w tej lub kolejnej dekadzie XVIII w.